# Psihologie transpersonală
Psihologia transpersonală este un sub-domeniu sau o "școală" de psihologie, care integrează aspecte spirituale și transcendente ale experienței umane în cadrul psihologiei moderne. Este de asemenea posibil să se definească ca o psihologie spirituală. Transpersonalul constă în "experiențe în care sentimentul de identitate sau de sine se extinde dincolo (trans) de individ sau de persoană pentru a cuprinde aspecte mai largi ale omenirii, ale vieții, ale acelui psyché sau ale cosmosului". Acesta a fost, de asemenea, definit ca "dezvoltare dincolo de nivelele convenționale, personale sau individuale"
Aspecte luate în considerare în psihologia transpersonală includ  auto-dezvoltare spirituală, auto dincolo de ego, experiențe de vârf, experiențe mistice, transă sistemică, crize spirituale, evoluție spirituală, convertirea religioasă, stări modificate de conștiință, practici spirituale, și alte sublime și/sau neobișnuite experiențe extinse de viață. Disciplina încearcă să descrie și să integreze experiența spirituală în cadrul teoriei psihologice moderne și de a formula o nouă teorie care să cuprindă o astfel de experiență.
Psihologia transpersonală are mai multe contribuții în domeniul academic, precum și studii de dezvoltare umană, conștiință și spiritualitate. Psihologia transpersonală are, de asemenea, contribuții în domeniile psihoterapiei și psihiatriei.

## Definiție
Lajoie și Shapiro au revizuit patruzeci de definiții ale psihologiei transpersonale care au apărut în literatura de specialitate, în perioada 1968-1991. Ei au descoperit că cinci teme cheie, în special, ocupă un loc proeminent în aceste definiții: stări de conștiință; potențial mai mare sau final; dincolo de ego sau de sinele personal; transcendență și spiritualul. Bazat pe acest studiu, autorii au propus următoarea definiție a psihologiei transpersonale: psihologia transpersonală se ocupă cu studiul celui mai mare potențial al omenirii, și cu recunoașterea, înțelegerea și realizarea de stări de conștiință unitive, spirituale și transcendente.
Într-un comentariu al definițiilor anterioare, Walsh și Vaughan au sugerat că psihologia transpersonală este un domeniu al psihologiei care se concentrează pe studiul experiențelor transpersonale și fenomenele conexe. Aceste fenomene includ cauzele, efectele și lucrurile corelate cu experiențele transpersonale și de dezvoltare, precum și disciplinele și practicile inspirate de ele. Ei au criticat, de asemenea, mai multe definiții ale psihologiei transpersonale care duceau la ipoteze implicite, sau presupoziții care, poate, nu definesc neaparat domeniul ca un întreg. 
Hartelius, Caplan și Rardin au efectuat o analiză retrospectivă a definițiilor psihologiei transpersonale. Au găsit trei teme dominante care definesc domeniul: psihologia de dincolo de ego, psihologia integratoare /holistică, și psychologia transformării. Analiza a sugerat faptul că domeniul a trecut de la un timpuriu accent pe stările alternative de conștiință la o viziune mai extinsă a integrității și transformării umane. Această dezvoltare, potrivit autorilor, a mutat câmpul cercetării mai aproape de abordările integrale ale lui Ken Wilber și ale teoreticienilor post-aurobindonieni. 

Caplan (2009: p. 231) dă și el o definiție:
„Deși psihologia transpersonală este relativ nouă ca disciplină formală, începând cu publicarea Jurnalului de psihologie transpersonala în 1969 și înființarea Asociației pentru psihologie transpersonală în 1971, ea repune pe tapet vechi cunoștințe mistice, care provin din mai multe tradiții. Psihologii transpersonali încearcă să integreze înțelepciunea atemporală în psihologia vestică modernă și traduc principii spirituale într-un limbaj fundamentat științific și contemporan. Psihologia transpersonală se adresează întregului spectru al dezvoltării psihospirituale a omenirii – de la cele mai profunde răni și nevoi, la criza existențială a ființei umane, la capacitățile cele mai transcendente ale conștiinței noastre.”
Perspectivele holistice și unitatea sunt centrale pentru viziunea psihologiei transpersonale asupra lumii 

## Dezvoltarea domeniului academic

### Origini
Printre gânditorii considerați a fi stabilit cadrul pentru studiile transpersonale sunt William James, Carl Jung, Roberto Assagioli și Abraham Maslow. Mai recent, atenția a adus la lumină aspectele transpersonale ale lucrărilor  netraduse ale lui Jean Piaget, și a susținut că experiențele transpersonale ale lui Piaget și interesele teoretice au fost o motivație majoră în cercetarea psihologică întreprinsă de acesta. O revizuire de către Vich sugerează că cea mai veche utilizare a termenului de "transpersonal" poate fi găsită în notele de curs pe care William James le-a pregătit pentru un semestru la Universitatea Harvard în 1905-6. Sensul atunci, diferit de utilizarea de azi, a fost în contextul empirismului radical al lui James, în care există o relație intimă între un subiect care percepe și un obiect perceput, recunoscând că toate obiectele sunt dependente de faptul de a fi percepute de cineva. Unii comentatori menționează, de asemenea, mișcarea psihedelică, studiul psihologic al religiei, parapsihologia și interesul pentru sistemele și practicile spirituale răsăritene ca influențe care au modelat la început domeniul psihologiei transpersonale.
O altă figură importantă în stabilirea psihologiei transpersonale a fost Abraham Maslow, care a publicat deja lucrări cu privire la experiențe umane extreme. Maslow este creditat a fi prezentat o schiță a psihologiei-a patra forță (fourth-force psychology), numită psihologia transhumanistică (transhumanistic psychology), într-o prelegere intitulată "Cel mai îndepărtat colț al naturii umane", în 1967. În 1968, Maslow a fost printre cei care a anunțat psihologia transpersonală ca o "a patra forță" în psihologie, , în scopul de a o distinge de celelalte trei forțe ale psihologiei: psihanaliza, behaviorismul și psihologia umanistă. Utilizarea timpurie a termenului de "transpersonal" poate fi, de asemenea, atribuită lui Stanislav Grof și Anthony Sutich. În acest moment, în 1967-68, Maslow a fost, de asemenea, într-un dialog strâns cu Grof și Sutich, cu privire la numele și orientarea noului domeniu. După Powers termenul de "transpersonal" începe să apară în reviste academice din 1970 încoace.
Atât psihologia umanistă cât și psihologia transpersonală au fost asociate cu Mișcarea Potențialului Uman. Un centru de creștere pentru terapii alternative și filosofii care au crescut din contra-cultura 1960, în locuri precum Esalen, California

## Ramuri și domenii conexe
Există mai multe școli psihologice și sucursale care au influențat domeniul psihologiei transpersonale. Printre aceste școli găsim psihologia analitică a lui Carl Jung, psihosinteza lui Roberto Assagioli, și psihologia umanistă a lui Abraham Maslow.. Principalele modele transpersonale de psihoterapie, revizuite de Cortright, sunt modelele lui Ken Wilber, C. G Jung, Michael Washburn, Stanislav Grof și Hameed Ali.
Dr. William J. Barry a definit psihologia transpersonală ca o validă metoda de cercetare în domeniul educației, în teza sa de doctorat și în dezvoltarea teoriei calității transformaționale (CT).Au existat aplicații pentru studiile privind afacerile și managementul. Alte disciplină transpersonală , cum ar fi  antropologia transpersonală și studiile transpersonale ale afacerilor sunt enumerate printre discipline transpersonale. 
Arta transpersonală este una dintre disciplinele luate în considerare de Boucovolas, care începe prin a remarca că, în conformitate cu Breccia și, de asemenea, cu definițiile utilizate de către International Transpersonal Asociation în 1971, arta transpersonală poate fi înțeleasă ca reprezentând acele lucrări de artă care se bazează pe teme importante, dincolo de sinele individual, cum ar fi conștiință transpersonală. Acest lucru face ca critica artei transpersonale să fie relevantă pentru abordările mistice ale creativității.  Critica artei transpersonale, cum notează Boucovolas, poate fi considerată aceea care pretinde că critica de artă convențională a fost prea mult angajată pe linia sublinierii dimensiunilor raționale ale artei și mai deloc pe linia dimensiunilor spirituale ale artei, sau aceea care consideră că lucrările de artă au o semnificație dincolo de individ. Anumite aspecte din psihologia lui Carl Jung, precum și mișcări, cum ar fi terapia prin muzică și terapia prin artă, pot, de asemenea, să țină de acest domeniu. Boucovolas citează Breccia (1971), ca un exemplu timpuriu de arta transpersonala, și susține că, la momentul apariției articolului său, teoreticianul integral Ken Wilber a avut recente contribuții în acest domeniu. Mai recent, Jurnalul de Psihologie Transpersonală, în 2005, Volumul 37, a lansat o ediție specială dedicată mass-mediei, care conținea articole despre critica de film, care pot fi integrate acestui domeniu.
Mai multe domenii academice au o puternică legătură cu domeniul psihologiei transpersonale. Domeniile academice înrudite includ Studii despre agonie, Parapsihologie și Psihologia umanistă. Principalele constatări ale studiilor asupra agoniei sunt reprezentate în Manualul de Psihiatrie și Psihologie Transpersonală și în Wiley-Blackwell Manualul de Psihologie Transpersonală. Experimentarea agoniei este, de asemenea, discutată în raport cu alte categorii transpersonale și spirituale. Principalele constatări ale Parapsihologiei sunt, de asemenea, reprezentate în Manualul de psihiatrie și psihologie transpersonală și în  Manualul de psihologie transpersonală al lui Wiley-Blackwell.